# Gomphonema
Gomphonema is een geslacht van diatomeeën (Bacillariophyta) met ongeveer 100 soorten in zoet water.

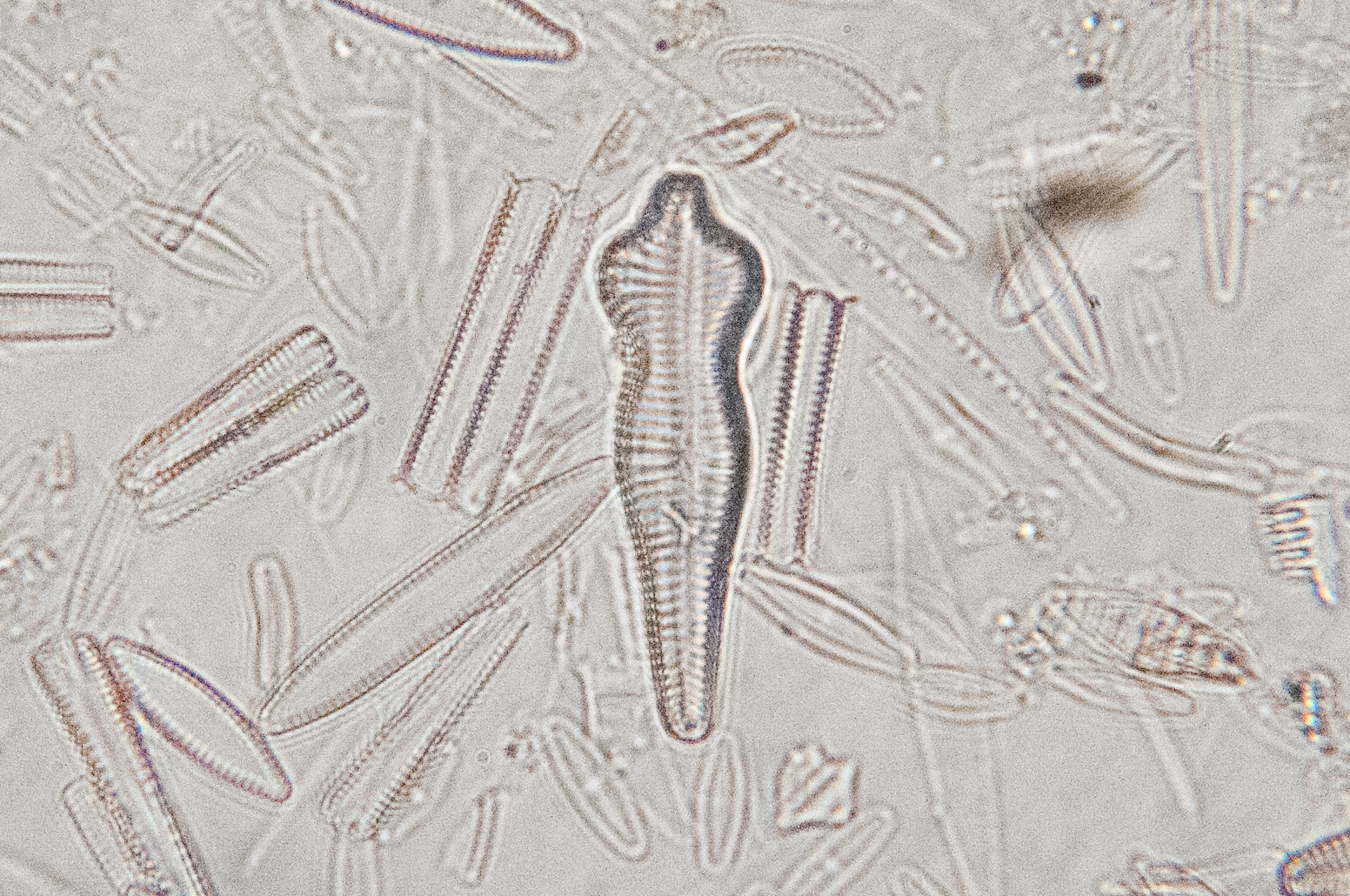
Gomphonema acuminatum

## Kenmerken
De vertegenwoordigers zijn eencellige diatomeeën die voornamelijk vastzitten aan enkelvoudige of vertakte geleiachtige stengels. De cellen hebben een twee-tellerschaal, wat typisch is voor diatomeeën. De schaal is wigvormig gezien vanaf de zijkant. Gezien vanaf de schaal bestaat hij uit twee verschillende celpalen: de smalle voetpaal bevindt zich op de geleiachtige steel, de bredere is de kopstok. Elke cel bevat een grote, H-vormige plastide met een centrale pyrenoïde. Het plastid is goudbruin gekleurd door fucoxanthine, de lobben liggen onder de schelpen. Beide schelpen hebben een aparte, centraal gelegen raphe. De cellen zijn 8 tot 130 micrometer lang.

## Voortplanting
Ongeslachtelijke voortplanting vindt plaats door de typische dichotomie van diatomeeën. Seksuele voortplanting vindt plaats via anisogamie, waarbij per cel twee gameten worden gevormd. De cellen worden dan groter tijdens de vorming van auxosporen.

## Voorkomen
Gomphonema leeft voornamelijk gehecht aan het substraat. Ze komen voor in stilstaand of slecht stromend water, ongeacht het gehalte aan voedingsstoffen.